# Digimon Xros Wars

Fusion Loader da Labareda Azul

Digimon Xros Wars (デジモンクロスウォーズ, Dejimon Kurosu Wōzu, pronunciado Digimon Cross Wars), conhecido no Ocidente como Digimon Fusion, é a sexta temporada da franquia Digimon. Estreou em 6 de julho de 2010 na TV Asahi, tornando-se a primeira série da franquia para o ar em outra rede no Japão (todas as outras temporadas foram passadas pela Fuji Television). No Brasil, foi exibido no Cartoon Network Brasil desde 1.º de maio de 2014 (em forma de pré-estreia, juntamente com Power Rangers: Megaforce) e, em Portugal, foi exibido desde 3 de Março de 2014 pelo canal Biggs, desde 21 de Fevereiro de 2017 pelo canal SIC K, desde Abril de 2017 pelo canal SIC e também está disponível na Netflix desde outubro de 2015. A sequência direta, Digimon Xros Wars: Toki o Kakeru Shōnen Hunter Tachi, começou a ser exibida no Japão em 2 de outubro de 2011, tempos depois.

## Enredo
Tudo começa com uma visão... Um sonho... Onde o conhecido Império Bagura, equipe de digimons que quer dominar o Mundo Digital, está caminhando e devastando tudo que há pela frente, quando aparece no alto de uma montanha, um garoto chamado Taiki Kudou (também conhecido como Mikey Kudo, na versão ocidental), e um grupo de digimons, seu exército de digimons. Mikey usa um estranho dispositivo e une os digimons que o acompanham em um único e forte digimon guerreiro que carrega uma grande espada e ele ataca o exército, destruindo a maior parte até que surge um dinossauro cinzento e-- O sonho acaba incompleto. Mikey acorda...
Mikey Kudo é uma pessoa de sangue quente e coração mole que adora ajudar aqueles que precisam. Ele faz parte de um clubinho de atividades e todos os dias vai com sua melhor amiga, Akari Hinomoto (Angie Hinomoto aqui no ocidente), para as práticas dos esportes. Um dia, após terminar a prática de basquete, Zenjirou Tsurugi (Jeremy Tsurgi no ocidente), seu rival constante o convida para uma disputa de kendô. Contudo, Angie intervem dizendo que Mikey teve um dia atarefado e precisa descansar e que no dia seguinte terá compromissos a serem resolvidos. Nesse momento, Mikey ouve uma estranha voz vindo do nada pedindo sua ajuda e corre em seu encontro. Angie e Jeremy o seguem. Eles quase sofrem um acidente com um carro que estava atravessado num prédio devido a uma estranha distorção temporária no mundo. Mikey ouve novamente a voz e tem uma visão de quem está lhe chamando e dessa vez, Angie e Jeremy também escutam. Mikey consegue pegar a luz em sua mãos e recebe seu Fusion Loader (o Digivice, Xros Loader no original). Ele coloca a luz dentro do objeto e os três são transportados para o Mundo Digital.
As crianças caem bem em cima de uma ação do Exército Bagura, onde são surpreendidos por estranhos digimons e passam a entender o que se passa no Mundo Digital a partir daí, onde, depois de muitas conversas, decidem ficar para ajudar. MadLeomon aparece e tenta destrui-los, é quando surgem Ballistamon, Starmon e as três diferentes variações de Pickmons, que salvam os três. Acima deles também surge Nene Amano (que também possui um Fusion Loader), líder da equipe Crepúsculo, com seu parceiro digimon dourado Sparrowmon e seus espiões Monitamons observando Mikey e seus amigos e principalmente, o Fusion Loader vermelho. Mais acima, nas montanhas, está Kiriha Aonuma (aqui, Cristopher Aonuma), líder da equipe Labarede Azul, junto a Greymon e MailBirdramon, seus digimons. Ele também observa Mikey e seus amigos e Nene, e fica surpreso deles também terem Fusion Loaders assim como ele.
Agora, Mikey e seus amigos estão no Mundo Digital e querem ajudar a acabar com a guerra (o conflito que está acontecendo no local) e juntos formam a equipe Fusion Fighters liderada por Mikey e composta por Angie, Jeremy, Shoutmon, Ballistamon, Starmon, os Pickmons e os demais Digimons que eles encontrarão pelo caminho.
Na segunda fase, Mikey volta Mundo Digital com seu amigo Shoutmon, em que terá de enfrentar Baguramon que dividiu o Mundo Digital em 7 reinos e terá de contar com a ajuda de Cristopher, ainda membro do Labareda Azul e general humano e Nene Amano, general humano e integrante dos Fusion Fighters, formando o Fusion Fighters United Army.
Na terceira fase, agora entra um novo integrante no grupo de Mikey, Tagiru Akashi, um garoto totalmente enérgico que almeja ser como Mikey e Yuu Amano, irmão mais novo da Nene salvo do Império Bagura, mas tem de conviver com a perda de Damemon, seu antigo parceiro no Mundo Digital. Tudo muda depois quando surge a Caçada Digimon.

## Desenvolvimento
Em junho de 2010, três anos e três meses após Digimon Data Squad, a Bandai confirmou o lançamento de uma sexta temporada. O nome oficial da série foi revelado na edição de junho da revista V Jump da Shueisha. Entre os digimons anunciados incluídos na série estão Shoutmon, Dorulumon, Ballistamon, Greymon, MetalGreymon, Monitamon, Shoutmon x2, Shoutmon x4, Starmon, Sparrowmon, Tactimon, MailBirdramon, Pickmon, Dark Knightmon e Cutemon. Imagens demonstram que o design dos personagens serão parecidos com as quatro primeiras temporadas e dos primeiros mangás ao invés de Data Squad. Mikey Kudo, protagonista do anime, usa um par de óculos de mergulho, assim como Tai, Davis, Takato e Takuya. Brinquedos da série foram feitos e lançados no Japão naquela época e, no ocidente, logo mais tarde com outras marcas.
Em abril de 2011, estreou a segunda metade da série intitulada Digimon Xros Wars: Aku no Death Generals to Nanatsu no Ōkoku. O grande sucesso do anime no Japão levou a criação de uma sequência, fato que nunca ocorreu desde Digimon Adventure. Digimon Xros Wars: Toki o Kakeru Shōnen Hunter Tachi foi confirmado para lançar em outubro do mesmo ano com a participação de personagens das séries anteriores, deixando muitos a acreditarem que seria uma segunda temporada de Xros Wars, mas na verdade era uma adição de mais 25 episódios, deixando Xros Wars com 79 no total.
As revistas japonesas V-Jump e Newtype publicaram artigos em suas edições sobre o novo anime. Anunciaram também que os personagens das outras temporadas de Digimon irão retornar na nova série. Também foi publicado que Tai Kamiya faria sua estreia no novo anime no episódio 68 da série (episódio 14 de Digimon Xros Wars: Toki o Kakeru Shōnen Hunter Tachi). Meses depois, foi anunciado que apareceriam no dia 18 de março de 2012 no Japão.

## Digi-Memóries
“Eu fui parte de um grupo que protegeu a justiça no Mundo Digimon. Mas nós não pudemos evitar que o mundo se separasse em partes, então nos tornamos Digi-Memories e nos espalhamos. Eu fui o único que caiu no mundo humano. Eu estava constantemente procurando por alguém que pudesse escutar a melodia dos Digimons. Esse foi o começo das Digi-Digimemories...”

— Omnimon em Digimon Fusion, episódio 30.
As Digi-Memóries, ou Digi-Cards no ocidente são cartões que guardam dados dos Lendários Guerreiros Digimon da antiguidade que morreram tentando salvar o mundo. Ao serem encaixadas no Fusion Loader, este materializa o espírito do Digimon da Digi-Memórie que pode dar um único golpe como se estivesse vivo, e depois ficar inativo na zona em que foi usado.

## Mangá
Uma adaptação para mangá escrita e ilustrada por Yuki Nakashima começou a ser publicada na revista V-Jump em junho de 21 de junho de 2010, com diferenças na história em relação ao anime. O mangá consiste em 21 capítulos lançados em 4 tankōbon. O último capítulo foi publicado em 21 de março de 2012.